# Ychoux
Ychoux is een gemeente in het Franse departement Landes (regio Nouvelle-Aquitaine). De plaats maakt deel uit van het arrondissement Mont-de-Marsan. Ychoux telde op 1 januari 2022 2.342 inwoners.

## Geografie
De oppervlakte van Ychoux bedroeg op 1 januari 2022 111,28 vierkante kilometer; de bevolkingsdichtheid was toen 21 inwoners per km².

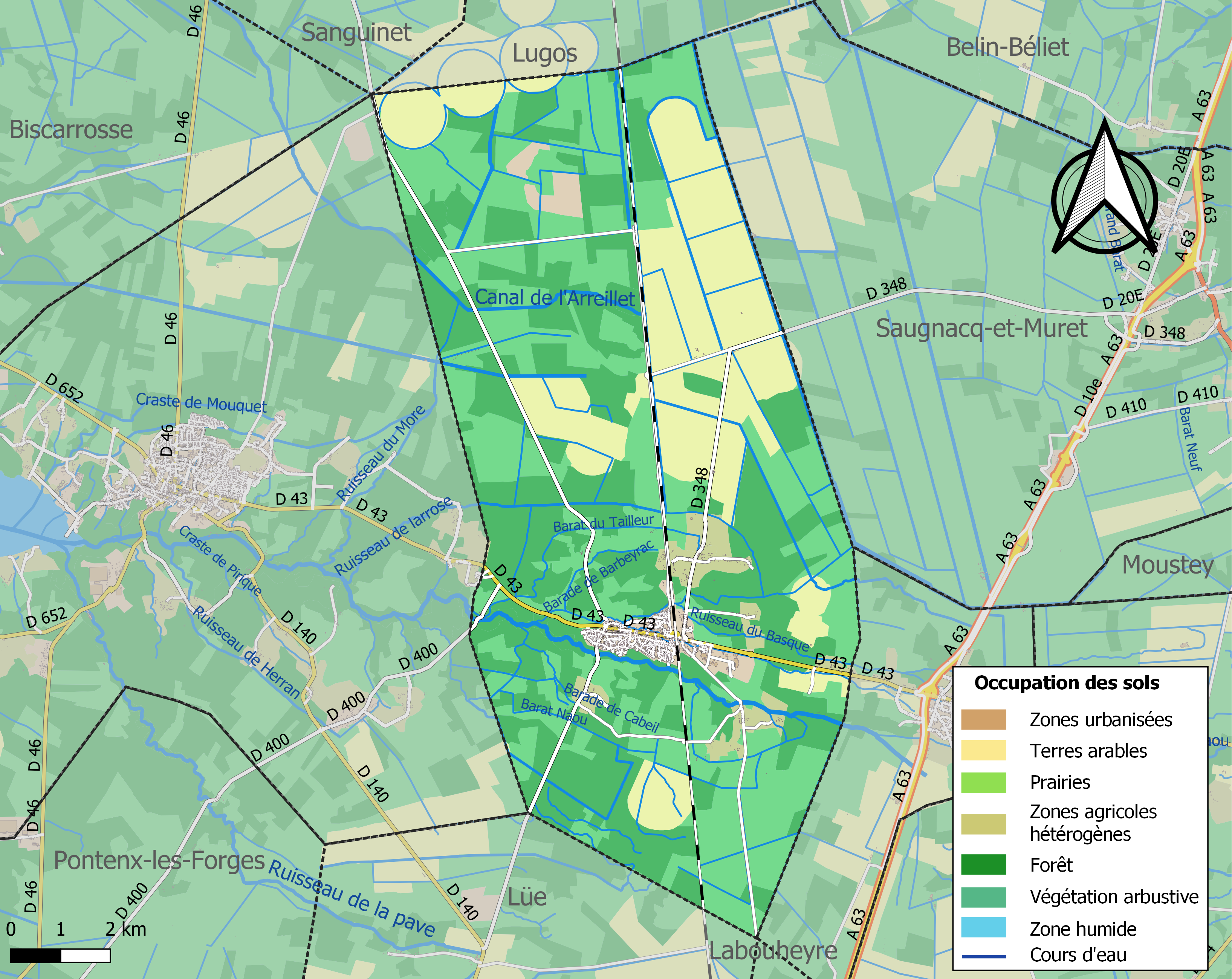
Kaart van de gemeente met de belangrijkste infrastructuur, bodemgebruik en omliggende gemeenten

## Verkeer en vervoer
- Station Ychoux

## Demografie
Onderstaande figuur toont het verloop van het inwonertal (bron: INSEE-tellingen).